# Tabanus sudeticus
Tabanus sudeticus cũng gọi là ruồi ngựa khổng lồ tối là một loài ruồi ngựa. Đây là loài ruồi nặng nhất ở châu Âu.

## Hình ảnh

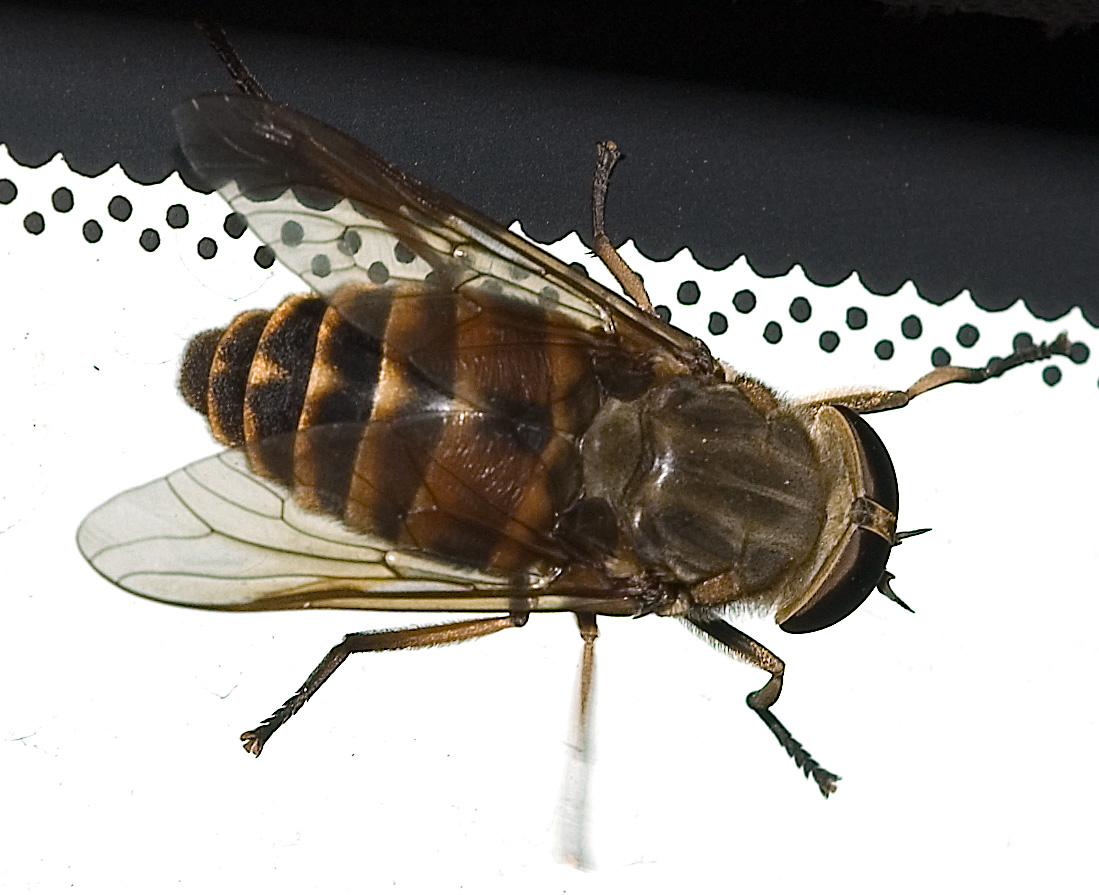
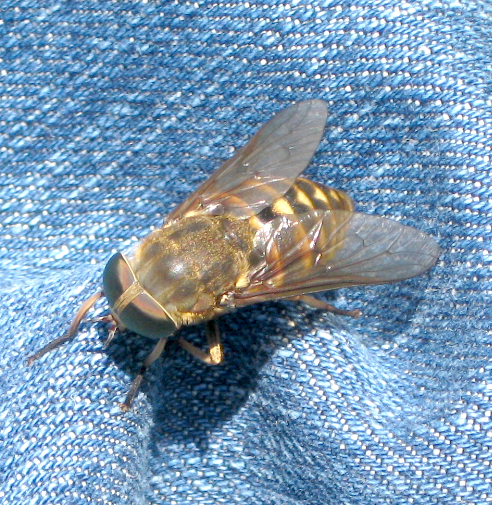
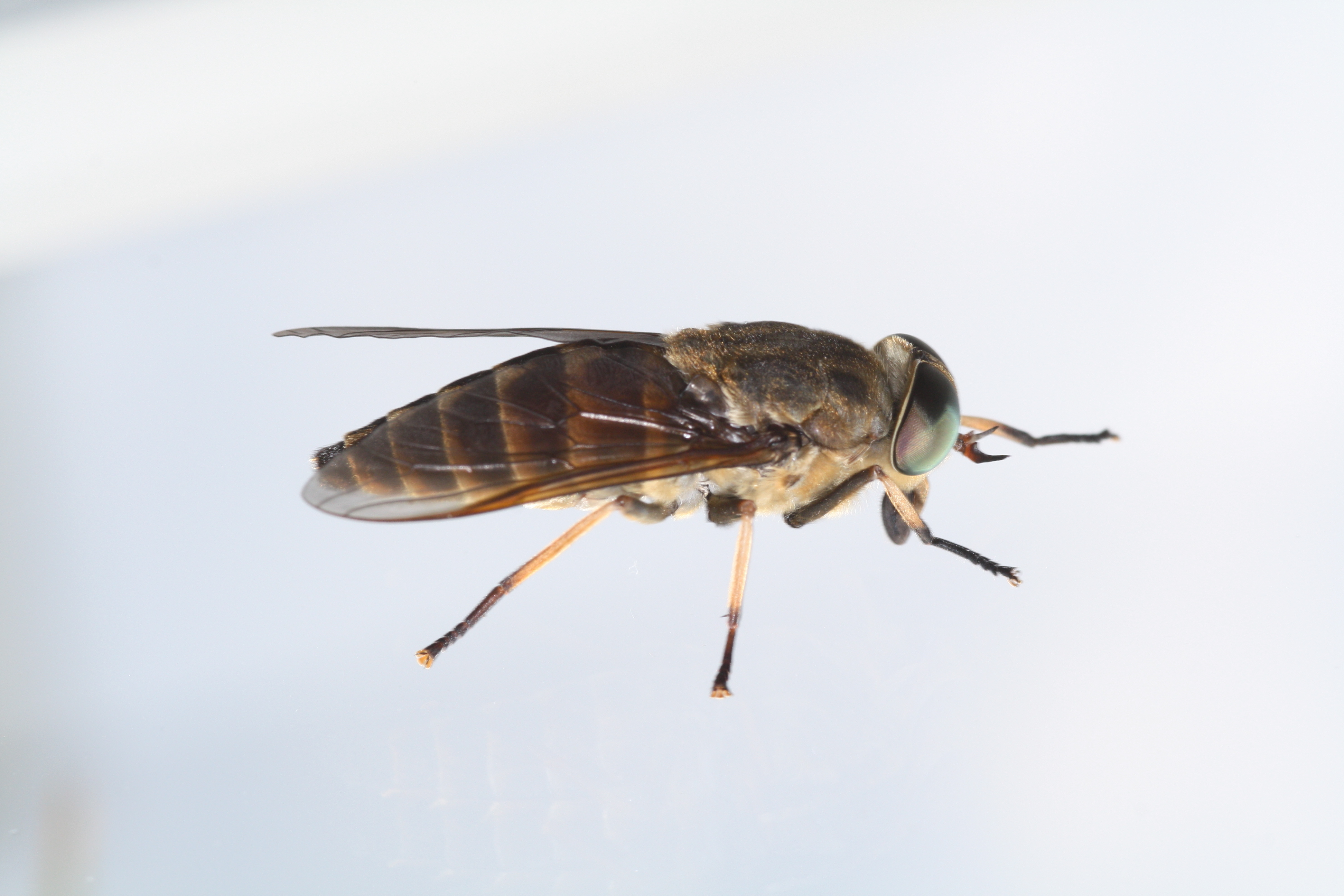
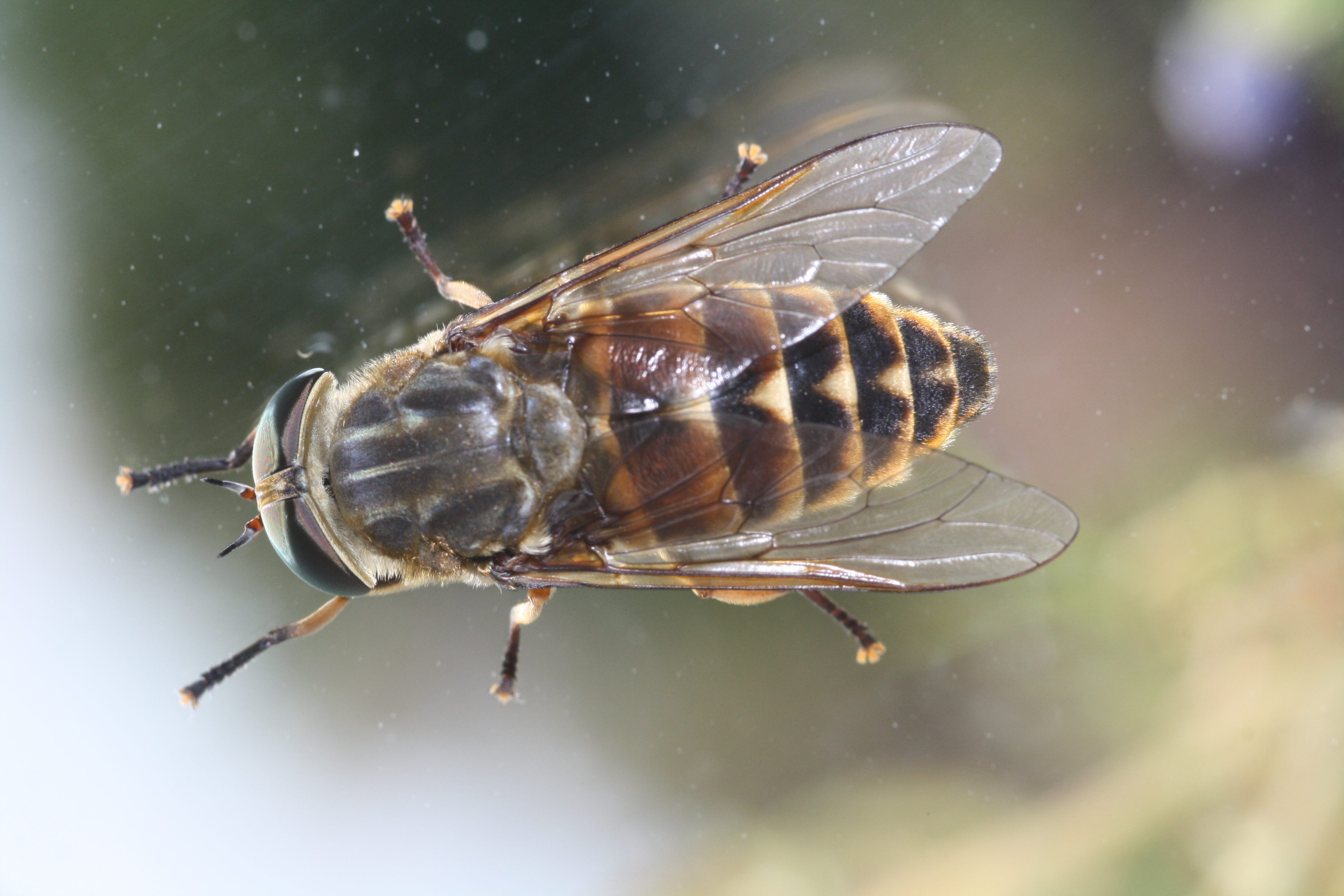

## Tham khảo

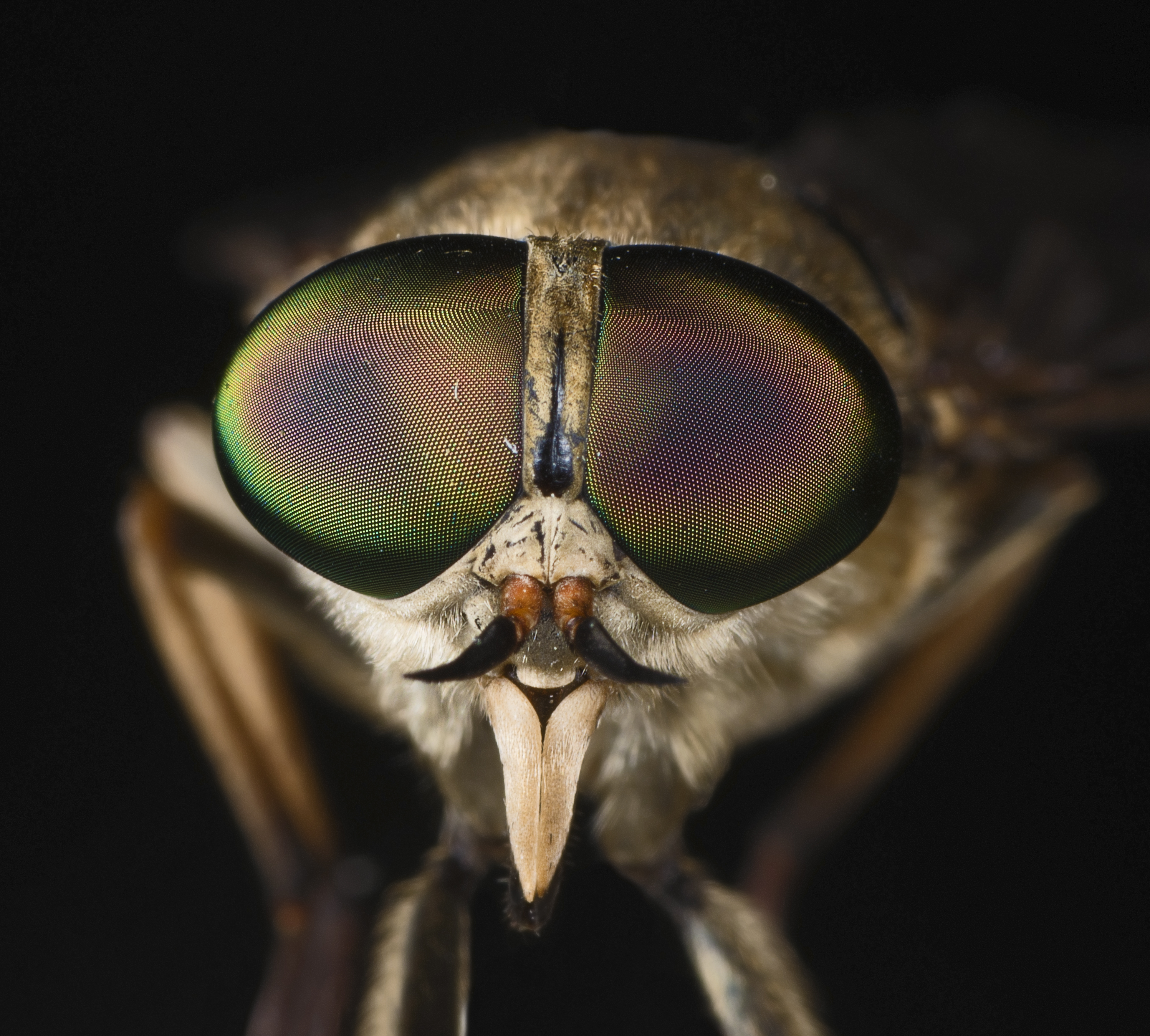
Detail of head